# Мальт-Брюн, Конрад
Конрад Мальт-Брюн (дат. Malthe Conrad Bruun, фр. Conrad Malte-Brun) (12 августа 1775, Тистед — 14 декабря 1826, Париж) — французский географ датского происхождения.

## Биография
Родился в семье управляющего датскими королевскими землями, учился в Копенгагенском университете.
В 1800 году был изгнан из Дании за стихи и памфлеты в поддержку Великой французской революции, переселился во Францию. Там он работал как географ и журналист. Он является автором шести томов «Précis de géographie universelle» («Краткое изложение всеобщей географии») и многочисленных географических карт.
В 1821 Мальт-Брюн стал одним из основателей и был избран первым секретарём Французского географического общества.
Мальт-Брюн первым употребил термины «Океания» и «Индокитай».
Умер в 1826 году, в ходе работы над окончательным вариантом своего основного труда «Précis de géographie universelle ou Description de toutes les parties du monde» («Краткое изложение всеобщей географии, или Описание всех частей света»).
Его дело продолжил его второй сын Виктор Адольф Мальт-Брюн, также ставший географом.
Именем Конрада Мальт-Брюна названы улицы в Париже и в Тистеде.